# Vulnerable (album The Used)
Vulnerable – piąty album amerykańskiego zespołu The Used. Płyta została wydana 26 marca 2012 roku przez wytwórnię Hopeless Records, a jej producentem był John Feldmann.

## Lista utworów
1. I Come Alive – 3:16
2. This Fire – 3:15
3. Hands and Faces – 3:26
4. Put Me Out – 4:02
5. Shine – 4:04
6. Now That You're Dead – 4:07
7. Give Me Love – 3:19
8. Moving On – 4:01
9. Getting Over You – 3:46
10. Kiss It Goodbye – 3:23
11. Hurt No One – 3:21
12. Together Burning Bright – 3:51[6]

### Wersja Deluxe
1. Machine – 4:02
2. Disaster – 3:19
3. Put Me Out – 3:50 (wersja akustyczna)
4. I Come Alive – 3:03 (wersja akustyczna)
5. Together Burning Bright – 3:59 (wersja akustyczna)[7]